# シソバウリクサ
シソバウリクサ Lindernia setulosa は、アゼナ属の草本。山林に生える小型の植物。

## 特徴
小型の一年生草本。茎は地上を這い、根を下ろして広がり、長さ20-30cmになる。分枝して出た枝は直立する。全体に無毛。葉は対生で、三角状卵形、先端はとがり、基部は多少心形にくぼんで長さ1-2mmの葉柄に続く。葉身は長さ8-18mm、幅4-11mmで縁には4-7個の低い鋸歯があり、表裏面共に無毛。
花期は8-10月、葉脇から細い花茎を伸ばし、その先端に1個だけ花をつける。萼は深く5つに裂け、裂片は細長くとがり、粗い毛がある。花冠は萼とほぼ同じ長さで長さ6mm。花は白色で、雄蘂は4本、下側2本の基部に棍棒状の突起がある。蒴果は楕円形で萼よりやや短い。
和名は、その葉が小さいながらもシソに似ることによる。

## 分布と生育環境
本州では紀伊半島、四国南部、および奄美諸島から知られる。奄美諸島では湯湾岳（奄美大島）と井之川岳（徳之島）のみに分布する。山間部の森林内や林縁の湿ったところに見られる。近縁種の多くは水田などによく出現するが、本種はそのようなところには見られない。

## 分類
同属の種は日本に6種があるが、それらは紫系の花をつけるもので、白い花をつけるのは本種のみである。

## 保護の状況
環境省のレッドリストには取り上げられていない。県別では各地で指定を受け、特に高知県では絶滅危惧I類に指定されている。分布域は限定されており、その点でも貴重であるが、鑑賞価値もさほどなく、知名度も低く、採集圧は低い。